# (16774) 1996 VP1
1996 في بي 1 (ويعرف أيضًا باسم (16774) 1996 في بي 1 وفق تسمية الكوكب الصغير) (بالإنجليزية: 1996 VP1)‏ هو كويكب ضمن حزام الكويكبات؛ وترتيبه 16774 من حيث الاكتشاف.
اكتُشف هذا الجُرم الفلكي بواسطة تاكيشي أوراتا ‏ في 6 نوفمبر 1996.

## وصلات خارجية
- (16774) 1996 VP1 في قاعدة بيانات مختبر الدفع النفاث لأجرام النظام الشمسي الصغيرة

- الاكتشاف · مخطط المدار ·  العناصر المدارية · المعلمات المادية

- (16774) 1996 VP1 على موقع ويكي سكاي: DSS2, SDSS, GALEX, IRAS, Hydrogen α, X-Ray, Astrophoto, Sky Map, Articles and images